# Bahnstrecke Lakeport–Alton Bay
| Gesellschaft: | zuletzt BM           |                                      |                                      |
| Streckenlänge: | 27,49 km             |                                      |                                      |
| Spurweite: | 1435 mm (Normalspur) |                                      |                                      |
| |                      |                                      |                                      |
| Gleise: | 1                    |                                      |                                      |
| \| X Bedarfshaltepunkt \| \| \| \| \| \| \| \| \| \| \| \| von Concord \| \| \| \| 0,00 \| Lakeport NH \| Lakeport NH \| \| \| \| nach Wells River \| \| \| \| \| Straßenbahn Laconia (Union Avenue) \| \| \| \| 3,72 \| X Lily Pond NH \| X Lily Pond NH \| \| \| 5,50 \| X Meadowbrook NH \| X Meadowbrook NH \| \| \| 6,18 \| X Gilford NH (früher Sa(u)nders) \| X Gilford NH (früher Sa(u)nders) \| \| \| 7,47 \| Glendale NH \| Glendale NH \| \| \| 8,80 \| X Belknap Point NH \| X Belknap Point NH \| \| \| 10,09 \| X Greystone NH \| X Greystone NH \| \| \| 11,54 \| Lake Shore Park NH (früher Ellacoya) \| Lake Shore Park NH (früher Ellacoya) \| \| \| 12,42 \| X Terrace Hill NH \| X Terrace Hill NH \| \| \| 13,45 \| X Ames NH \| X Ames NH \| \| \| 14,61 \| X Spring Haven NH \| X Spring Haven NH \| \| \| 15,72 \| X Smith’s Point NH \| X Smith’s Point NH \| \| \| 16,67 \| West Alton NH \| West Alton NH \| \| \| 19,14 \| X Woodlands NH \| X Woodlands NH \| \| \| 21,66 \| X Mt. Major NH \| X Mt. Major NH \| \| \| 23,17 \| X Brookhurst NH \| X Brookhurst NH \| \| \| 23,88 \| X Buckley NH \| X Buckley NH \| \| \| 24,67 \| X Loon Cove NH \| X Loon Cove NH \| \| \| 25,57 \| X Keewaydin NH \| X Keewaydin NH \| \| \| 27,49 \| Alton Bay NH \| Alton Bay NH \| \| \| \| nach Dover \| \| |                      |                                      |                                      |
| X Bedarfshaltepunkt |                      |                                      |                                      |
| |                      |                                      |                                      |
| Strecke |                      | von Concord                          | von Concord                          |
| Bahnhof | 0,00                 | Lakeport NH                          | Lakeport NH                          |
| Abzweig ehemals geradeaus und nach links |                      | nach Wells River                     | nach Wells River                     |
| Kreuzung (Strecken außer Betrieb) |                      | Straßenbahn Laconia (Union Avenue)   | Straßenbahn Laconia (Union Avenue)   |
| Haltepunkt / Haltestelle (Strecke außer Betrieb) | 3,72                 | X Lily Pond NH                       | X Lily Pond NH                       |
| Haltepunkt / Haltestelle (Strecke außer Betrieb) | 5,50                 | X Meadowbrook NH                     | X Meadowbrook NH                     |
| Haltepunkt / Haltestelle (Strecke außer Betrieb) | 6,18                 | X Gilford NH (früher Sa(u)nders)     | X Gilford NH (früher Sa(u)nders)     |
| Haltepunkt / Haltestelle (Strecke außer Betrieb) | 7,47                 | Glendale NH                          | Glendale NH                          |
| Haltepunkt / Haltestelle (Strecke außer Betrieb) | 8,80                 | X Belknap Point NH                   | X Belknap Point NH                   |
| Haltepunkt / Haltestelle (Strecke außer Betrieb) | 10,09                | X Greystone NH                       | X Greystone NH                       |
| Haltepunkt / Haltestelle (Strecke außer Betrieb) | 11,54                | Lake Shore Park NH (früher Ellacoya) | Lake Shore Park NH (früher Ellacoya) |
| Haltepunkt / Haltestelle (Strecke außer Betrieb) | 12,42                | X Terrace Hill NH                    | X Terrace Hill NH                    |
| Haltepunkt / Haltestelle (Strecke außer Betrieb) | 13,45                | X Ames NH                            | X Ames NH                            |
| Haltepunkt / Haltestelle (Strecke außer Betrieb) | 14,61                | X Spring Haven NH                    | X Spring Haven NH                    |
| Haltepunkt / Haltestelle (Strecke außer Betrieb) | 15,72                | X Smith’s Point NH                   | X Smith’s Point NH                   |
| Bahnhof (Strecke außer Betrieb) | 16,67                | West Alton NH                        | West Alton NH                        |
| Haltepunkt / Haltestelle (Strecke außer Betrieb) | 19,14                | X Woodlands NH                       | X Woodlands NH                       |
| Haltepunkt / Haltestelle (Strecke außer Betrieb) | 21,66                | X Mt. Major NH                       | X Mt. Major NH                       |
| Haltepunkt / Haltestelle (Strecke außer Betrieb) | 23,17                | X Brookhurst NH                      | X Brookhurst NH                      |
| Haltepunkt / Haltestelle (Strecke außer Betrieb) | 23,88                | X Buckley NH                         | X Buckley NH                         |
| Haltepunkt / Haltestelle (Strecke außer Betrieb) | 24,67                | X Loon Cove NH                       | X Loon Cove NH                       |
| Haltepunkt / Haltestelle (Strecke außer Betrieb) | 25,57                | X Keewaydin NH                       | X Keewaydin NH                       |
| Bahnhof (Strecke außer Betrieb) | 27,49                | Alton Bay NH                         | Alton Bay NH                         |
| Strecke (außer Betrieb) |                      | nach Dover                           | nach Dover                           |

Die Bahnstrecke Lakeport–Alton Bay ist eine ehemalige Eisenbahnverbindung in New Hampshire (Vereinigte Staaten). Sie ist rund 27,5 Kilometer lang und verbindet die Städte Lakeport und Alton. Die Strecke ist stillgelegt.

## Geschichte
Bereits Ende der 1840er Jahre plante man, eine Bahnstrecke von Dover an die Bahnstrecke Concord–Wells River zu bauen. Der Bahnbau kam jedoch nur bis Alton Bay zustande, wo die Bahnstrecke Dover–Alton Bay Anschluss an Schiffe hatte, die die Fahrgäste über den Lake Winnipesaukee nach Lakeport bringen konnten. In den 1880er Jahren wollte die Lake Shore Railroad die Lücke schließen. Sie wurde im Juli 1884 gegründet und erhielt Unterstützung von der Boston, Concord and Montreal Railroad, die die Hauptstrecke durch Lakeport betrieb. Aufgrund verschiedener Fusionen verzögerte sich der Bau jedoch, sodass erst 1888 begonnen werden konnte. Die offizielle Eröffnung fand zwar bereits am 25. Oktober 1889 statt, der erste Güterzug fuhr jedoch erst im Januar und der Personenverkehr begann nach einer weiteren Eröffnungsfeier am 17. Juni 1890. Die Betriebsführung oblag der Concord and Montreal Railroad, die im Jahr zuvor die Hauptstrecke durch Lakeport übernommen hatte. Die Strecke war von Anfang an vor allem auf Personenverkehr in den Sommermonaten ausgerichtet. Güterabfertigung gab es nur an wenigen Stationen, nämlich in Lily Pond, West Alton und Alton Bay. Nur ein Güterzug pro Werktag fuhr auf der Strecke. Bei Lake Shore Park wurde 1891 ein bahneigenes Hotel errichtet, das weitere Fahrgäste bringen sollte.
1895 übernahm die Boston and Maine Railroad die Bahn und führte ab Oktober des Jahres einen durchgehenden Zug Lakeport–Dover ein. Anfang des 20. Jahrhunderts wurden drei weitere Stationen gebaut. Von 1930 bis 1932 verkehrte in den Sommermonaten ein Schlafwagenzug Portland–Montréal, der Maine Coast Special, einmal täglich über die Strecke, jedoch ohne fahrplanmäßigen Halt. Anfang der 1930er Jahre ging jedoch das Beförderungsaufkommen so stark zurück, dass am 9. Juli 1935 der Gesamtverkehr eingestellt und der Abschnitt Lily Pond–Alton Bay stillgelegt wurde. Zwischen Lakeport und Lily Pond fuhren noch bis 1942 Güterzüge. Etwa anderthalb Kilometer der Strecke blieben als Industrieanschluss noch bis etwa 1980 erhalten.

## Streckenbeschreibung
Die Strecke zweigt am Bahnhof Lakeport aus der Bahnstrecke Concord–Wells River ab und führt zunächst entlang der Ostküste der Paugus Bay, einer größeren Bucht des Lake Winnipesaukee, nordwärts. Bei Lily Pond biegt die Trasse nach Nordosten ab und ist ab hier durch die Staatsstraße 11 überbaut. Vorbei am Laconia Municipal Airport erreicht die Strecke bei Gilford den eigentlichen Lake Winnipesaukee. An dessen Südküste verläuft die Strecke nun südostwärts bis zum Endpunkt Alton Bay. Einen Großteil der Trasse nimmt auch in diesem Bereich heute die Staatsstraße 11 ein. In Alton Bay geht die Bahn in die Strecke Dover–Alton Bay über.